# Pintura sobre cobre

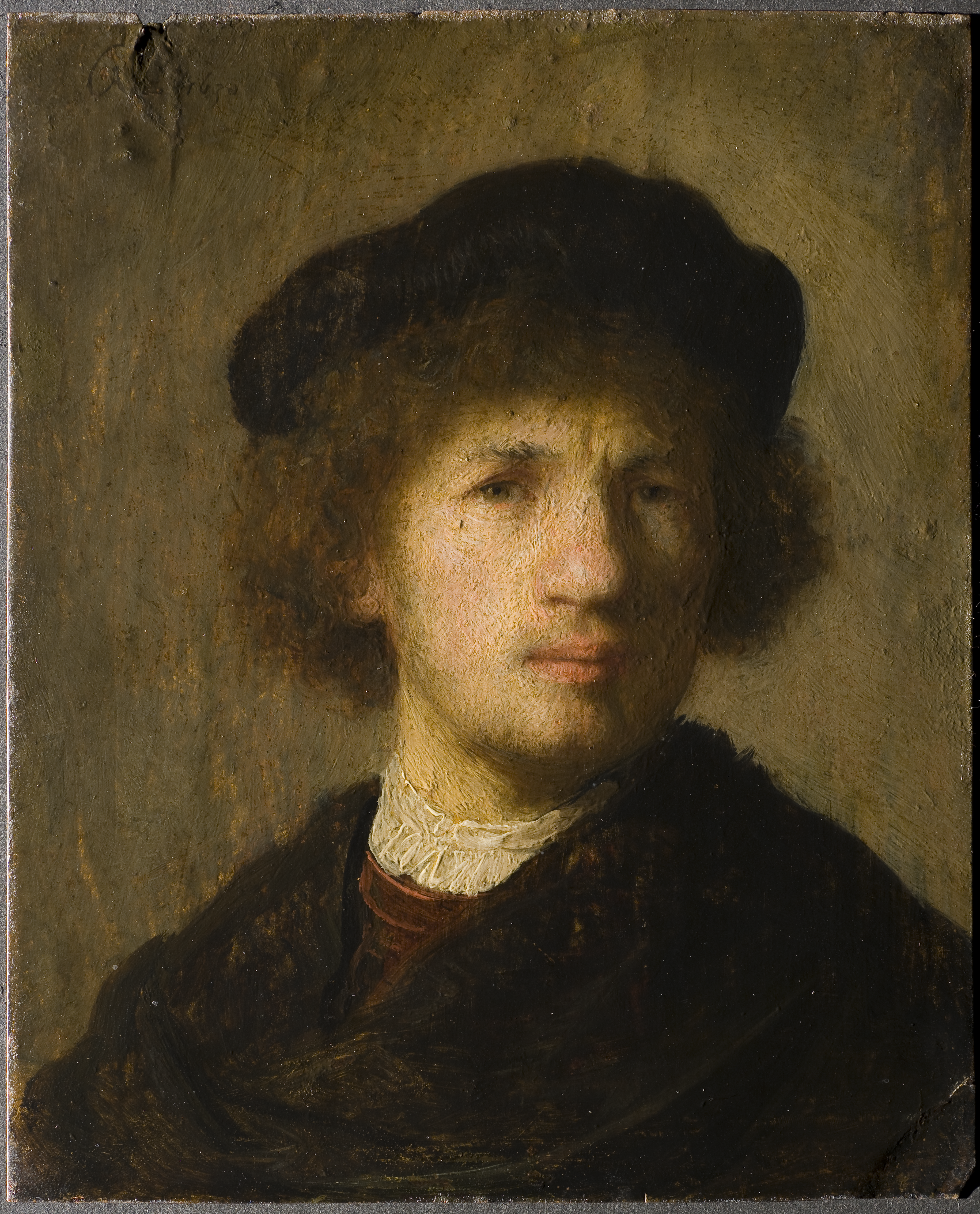
Autorretrato de Rembrandt (1630, óleo sobre cobre, 12.2 x 15.5 cm, Nationalmuseum, Estocolmo).

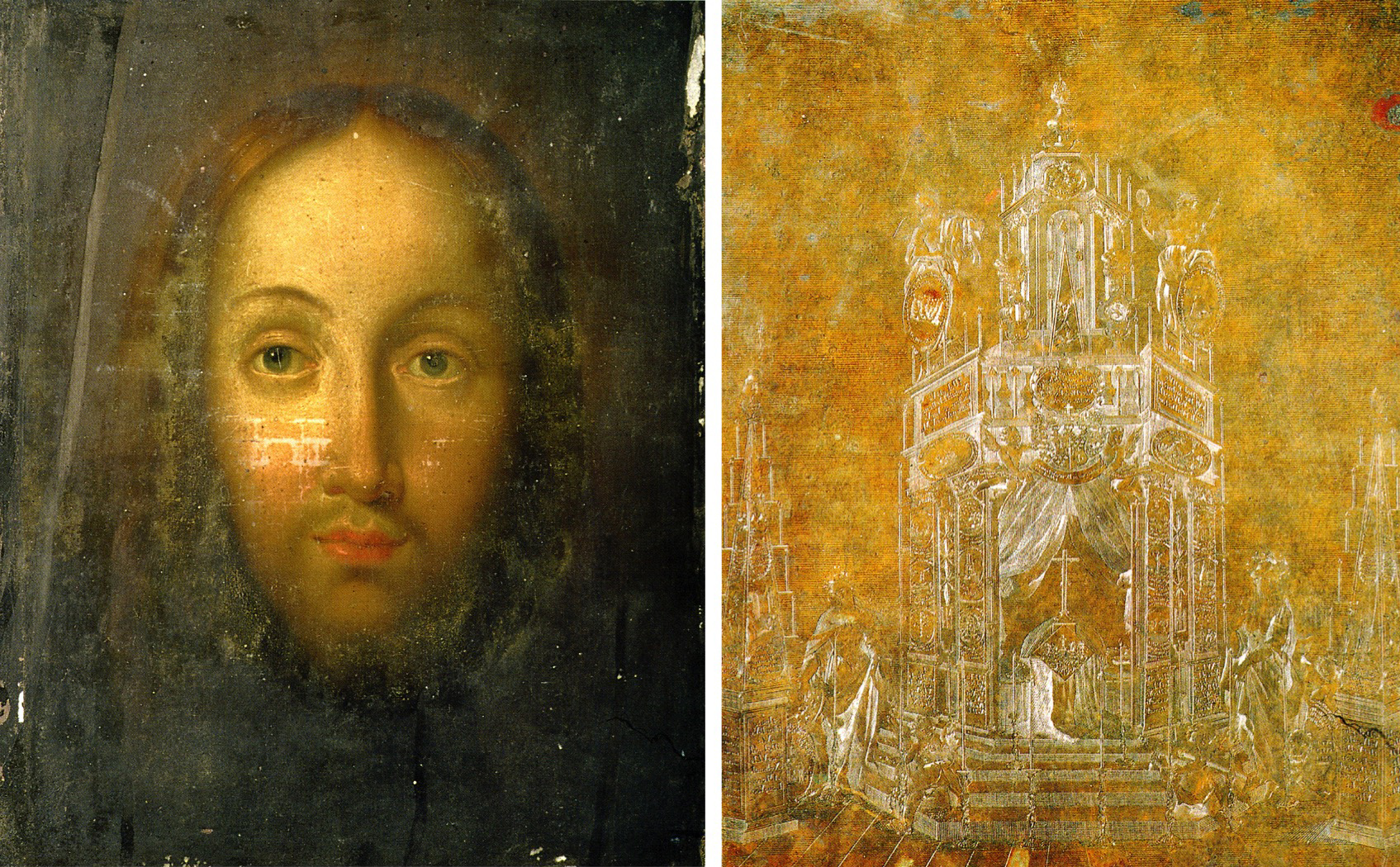
Plancha de cobre utilizada previamente para un grabado y posteriormente como soporte para una pintura.

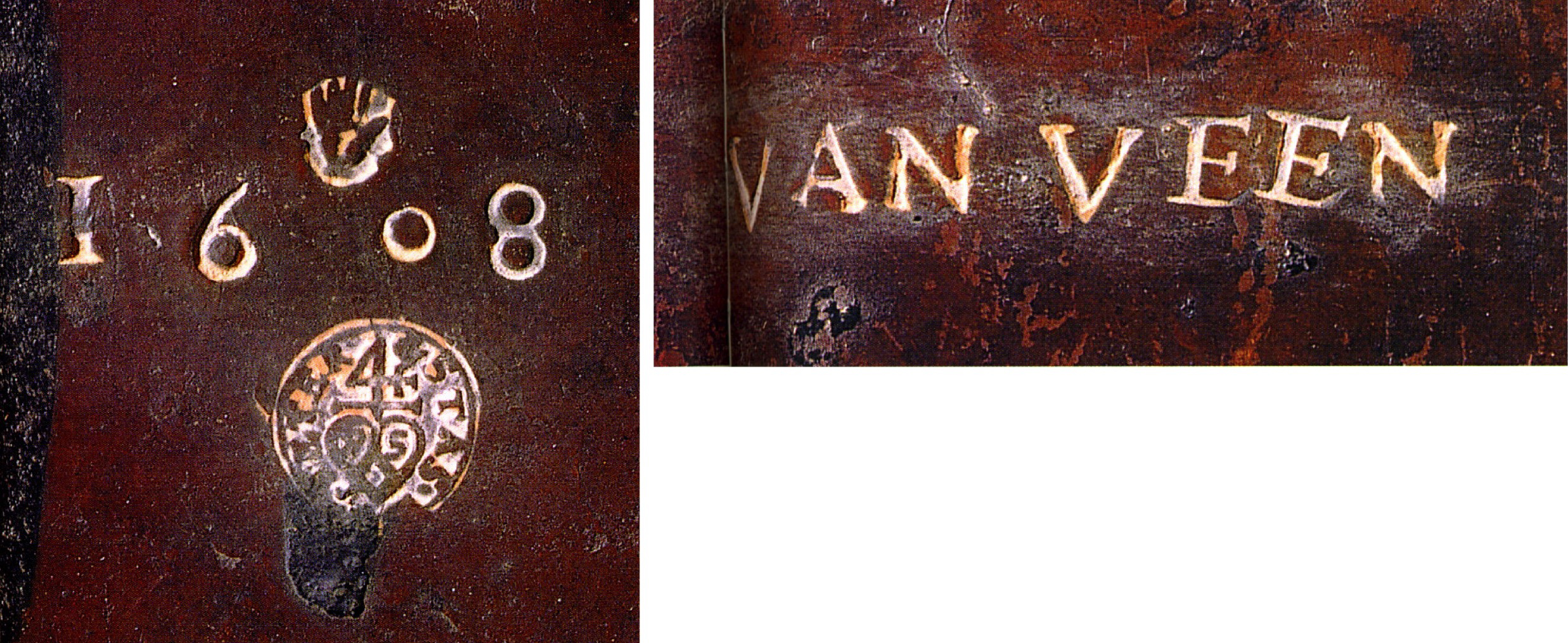
Algunas planchas de cobre tienen sellos en el reverso, como estos, que indican su fabricación en Amberes y el año. La mano, símbolo de la ciudad de Amberes, es la marca que garantiza haber sido revisada por un inspector. Algunos caldereros de Amberes, como B. Peter Stas añadían su propia marca. Más raramente, también se grababa en el reverso el nombre del pintor.

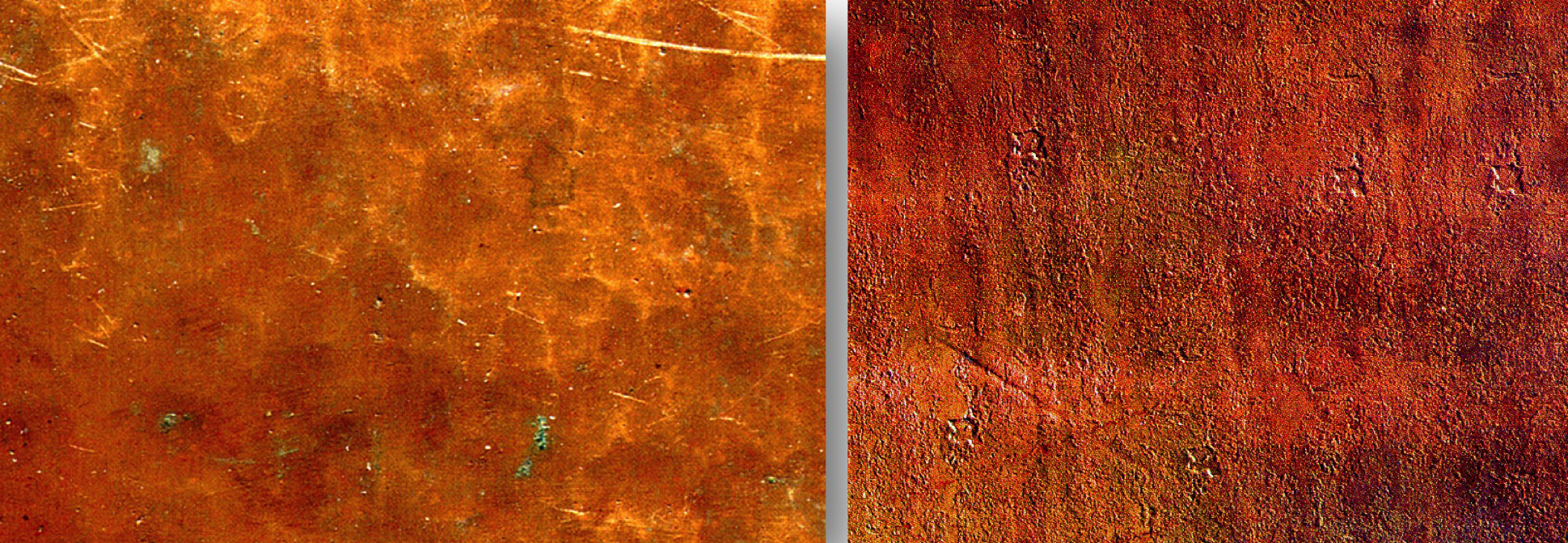
Plancha de cobre más antigua, martilleada (a la izquierda), y más moderna, laminada (a la derecha).

Pintura sobre cobre o cuadro sobre cobre (expresiones usualmente acortadas por metonimia en "cobre", o especificadas en "óleo sobre cobre" o "cobre como lienzo"), es la modalidad de pintura en la que se producen cuadros al óleo sobre un soporte pictórico de cobre.
Las planchas finas y pulidas de cobre, primero martilleadas y luego laminadas (lo que permitía desde finales del siglo XVI un producto más fino y liso), eran asequibles (aunque más caras que lienzos y tablas) y fáciles de preparar para cuadros de formato reducido, y se utilizaron esporádicamente desde mediados del siglo XVI hasta el siglo XVIII (sin que haya una causa clara para la decadencia de su uso), sobre todo por los pintores de las escuelas italianas, escuela flamenca, holandesa y alemana; para todo tipo de escenas (paisajes, retratos -sobre todo el retrato en miniatura-, obras religiosas -como los escudos de monja-), y particularmente para copias de obras maestras. A pesar de soportar mejor la humedad y otros riesgos de conservación, su mayor inconveniente era la adherencia de la capa pictórica, que tiende a desprenderse. A diferencia de las tablas, no se agrietan ni cuartean. Su preparación es más sencilla y rápida que la que necesitan los lienzos, puesto que no absorben los pigmentos. Técnicamente permiten un colorido brillante y un buen tratamiento del detalle; pues, al tener una superficie lisa y no absorbente, resulta una pigmentación intensa, con colores muy saturados, necesitándose muy poca cantidad de materia pictórica para obtener el efecto deseado. Entre otras cualidades estéticas, se aprecia el brillo esmaltado en los acabados de óleo y la calidez de los tonos.
Se han usado también con la misma finalidad otro tipo de láminas metálicas, como la plata y, a partir del siglo XIX, el zinc.
Las láminas de cobre también pueden utilizarse para crear cuadros en relieve por el proceso de repujado.
No se deben confundir estos usos con el de las láminas de cobre como planchas para la reproducción de los grabados (calcografía).

## Historia
La técnica del óleo sobre cobre se usó con relativa frecuencia a mediados del siglo XVI en la pintura italiana y la del Norte de Europa; aunque se había usado con anterioridad, en la Edad Media. Pintores como Jan Brueghel el Viejo, El Greco, Guido Reni, Guercino, Rembrandt, Carlo Saraceni, Ambrosius Bosschaert II, Copley Fielding y Claude Joseph Vernet pintaron sobre cobre. Apreciaban su lisa superficie, que permitía la finura del detalle, y su durabilidad, mayor que la de lienzos o tablas, al no sufrir putrefacción ni ataques de hongos o insectos. También se utilizaba el cobre como componente de la materia pictórica, permitiendo en algunos casos que el metal o la pátina se mostrara a través de ella. Se ha señalado que la técnica de pintura sobre cobre resultó en un mayor craquelado a partir del siglo XVIII, mientras que tal como la realizaron los pintores de los siglos XVI y XVII las grietas son minúsculas, solo visibles con lupa o microscopio estereoscópico.
Los cuadros de cobre de pequeñas dimensiones (pintura de gabinete), que permitían una gran libertad creativa y una buena salida al mercado a los pintores activos en Roma en el siglo XVII (tanto italianos -Guido Reni, Domenichino, Agostino Carracci, Annibale Carracci, Carlo Saraceni- como de origen noreuropeo -por ejemplo, los paisajistas Paul Bril y Adam Elsheimer-), no estaban presentes en la pintura española de la época; con algunas excepciones, como Juan Bautista Maíno. También tiene cuadros al cobre José de Ribera (que realiza su obra en Nápoles).
Se ha señalado a Giulio Clovio y a los pintores del llamado círculo de Praga de pintura o escuela de Praga de pintura durante el patronazgo de Rodolfo II (Joos de Momper II, Jan Brueghel y Johann Rottenhammer) como particularmente influyentes en la difusión de la modalidad de pintura sobre cobre; y en una segunda generación, a Jan van Kessel I, Hendrick van Steenwijk y Frans van Mieris. A través de esta tradición en la pintura flamenca, la pintura sobre cobre llegó al arte colonial hispanoamericano.

## Proceso
Los viejos maestros preparaban una lámina o panel de cobre comenzando por frotar su superficie con un abrasivo (como la piedra pómez). Luego se trataba con jugo de ajo, que se creía que mejoraba la adherencia de la pintura. Por último se aplicaba una capa de pintura al óleo gris o blanca como imprimación. Una vez seca, la lámina o panel de cobre estaba lista para recibir las pinceladas del pintor.
Los maestros modernos usan el proceso de pátina, en que el cobre se oxida con el uso de distintas soluciones ácidas, como parte del propio trabajo artístico. La pátina resultante o cardenillo (verdigris) incluye el oscurecimiento del metal, tonos verdes y azules, dependiendo de la solución química utilizada. La pátina se caracteriza por las bellas y variadas tramas y texturas que se generan en la superficie del metal.
Sobre el cobre se pueden utilizar todo tipo de instrumentos de aplicación de pintura (pincel, brocha, paleta, espátula, spray, salpicadura, etc.)

## Obras

### Por artista

#### Edad Moderna
- El Greco pintó varios cuadros sobre cobre: cuatro retratos en tondo (no localizados, pero citados como de Alessandro y Ranuccio Farnese, del cardenal Basilio Bessarion y del papa Marcelo II), dos Cristo en la Cruz (sin datar, 35 x 26,7cm) y (ca. 1574, 38,8 x 26,2 cm), San Francisco en éxtasis (ca. 1580, 22 x 18 cm).[21]
- Hay en total cinco cuadros de Rembrandt sobre cobre, tres de ellos en panel de cobre cubierto con pan de oro además de la imprimación de blanco de plomo: un autorretrato fechado en 1630 (Nationalmuseum, Estocolmo), una Vieja en oración (Salzburgo) y un Soldado riendo (La Haya); todas del mismo periodo y similar formato (12,2 x 15,5 cm).[22][23]
- Filippo Lauri pintó, a mediados o finales del siglo XVII, varios cuadros de gabinete mitológicos y de paisaje , como Escila[24] y Apolo y Marsias.[25]
- Canaletto pintó una serie de nueve cobres con de pequeñas dimensiones con distintas veduta de Venecia, dos de ellos pendant: Gran Canal, el puente de Rialto desde el sur y Gran Canal, mirando hacia el este (ca. 1727, 45,5 x 62,5 cm, colección particular).[26]
- Claude-Joseph Vernet pintó varios cobres, sobre todo marinas, entre ellas una serie de cuatro que representan Las horas del día encargada por el marqués de Villette (1757, 29.5 x 43.5 cm)[27] y al menos cinco en la National Gallery (Londres).[28]
- Luis Paret pintó varios cobres, entre ellos: El rezo del rosario (ca. 1784-1795, 56,5 x 39 cm, Colecciones Reales, Patrimonio Nacional, Palacio Real de Madrid), Vista de Bermeo (1783, 61,5 x 83,2 cm, Museo de Bellas Artes de Bilbao).[29]

#### Edad Contemporánea
El cobre siguió utilizándose como soporte, pero con mucha menor frecuencia. La industrialización y normalización de los lienzos los hacía mucho más disponibles y atractivos para los pintores. Entre otros, pintores de los siglos XIX y XX que pintaran sobre cobre fueron:
- Una de las versiones de La isla de los muertos, de Arnold Böcklin (1884), era un cuadro sobre cobre (destruido durante la Segunda Guerra Mundial, del que solo queda una reproducción fotográfica).[30]
- Salvador Dalí pintó sobre cobre Gradiva (1931, 20.6 x 15.5 cm).[31]
- Joan Miró pintó sobre cobre Los dos filósofos y Dos personajes enamorados de una mujer (ambos de 1936, Art Institute, Chicago).[32]

### Galería

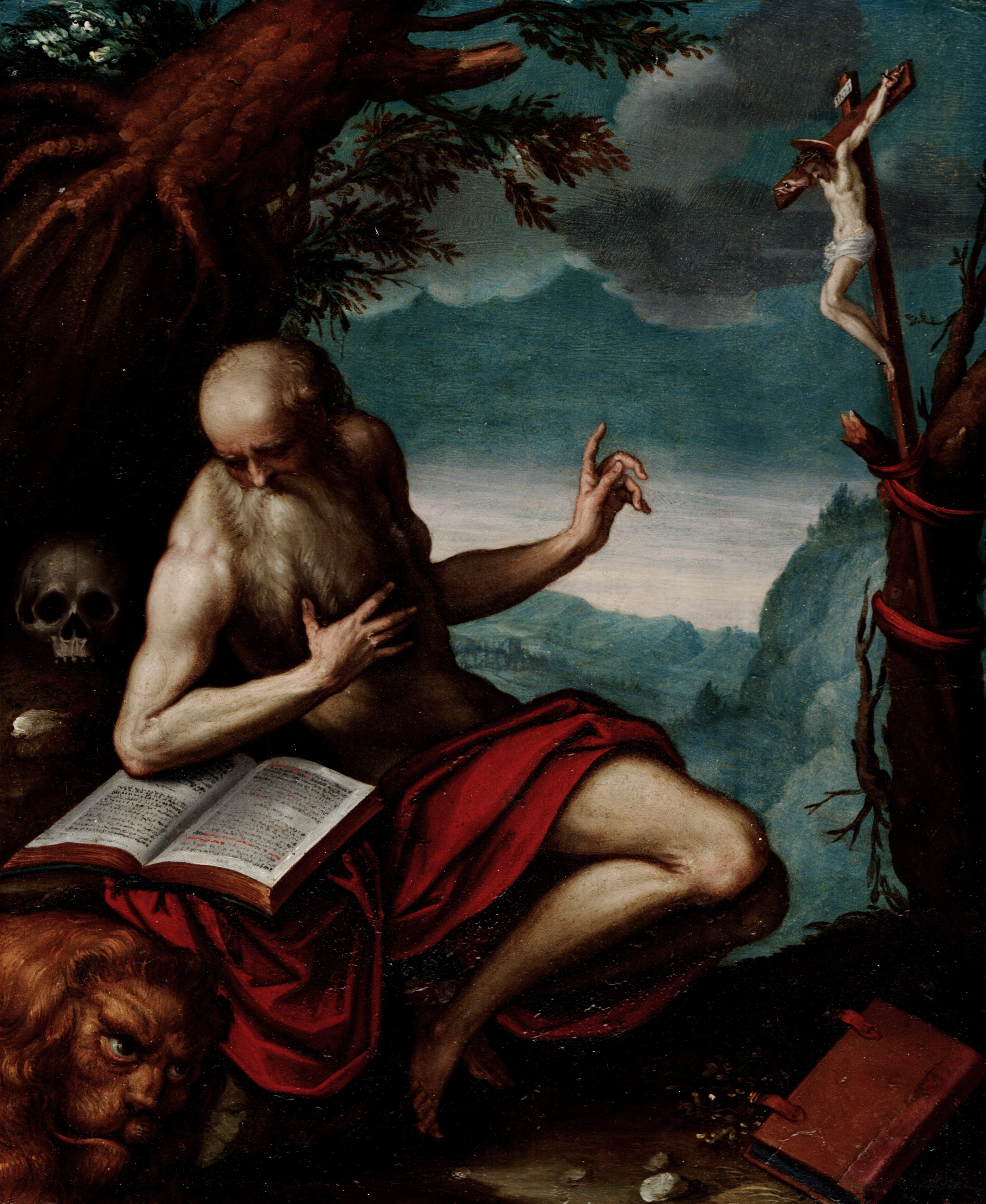
San Jerónimo de Francesco, círculo de Palma el Viejo (ca. 1595, provisionalmente en la Courtauld Gallery, Londres), llamado así por Francisco María II della Rovere, Duque de Urbino.
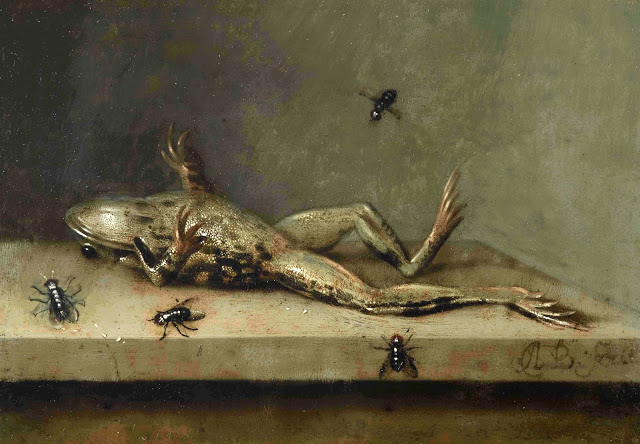
Rana muerta con moscas, de Ambrosius Bosschaert II (1630, 11,5 cx 16,5 cm, Fondation Custodia, París).
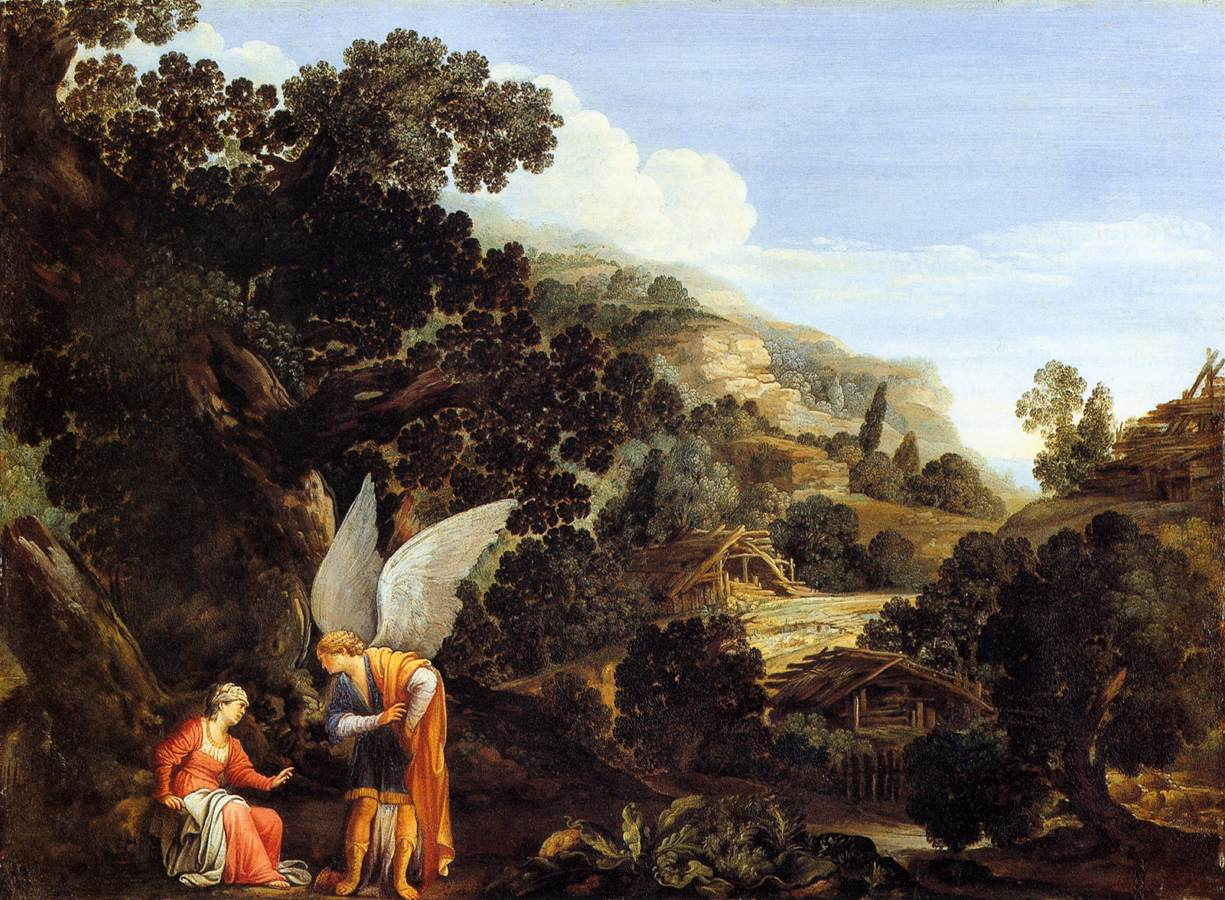
Ángel apareciéndose a la mujer de Manoah, de Carlo Saraceni (ca. 1610, 41 x 56 cm, Museo de Arte de Basilea).
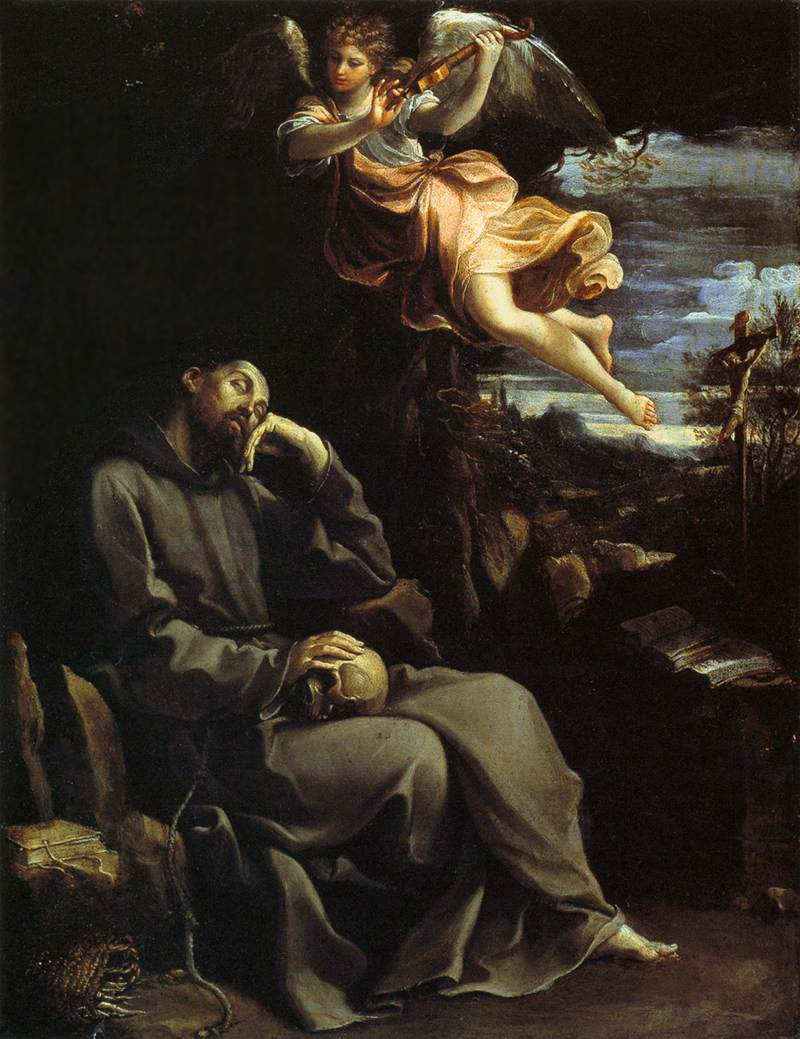
San Francisco consolado por un ángel músico, de Guido Reni (1605-1610, 44 x 43 cm, Pinacoteca Nacional de Bolonia).